# E77 (Verenigde Arabische Emiraten)
De E77 is een nationale weg in de Verenigde Arabische Emiraten. De weg loopt van Jebel Ali naar Lahbab, waar de weg aansluit op de E44 richting Oman. De weg is 54 kilometer lang.
E10 · 
E11 · 
E18 · 
E22 · 
E33 · 
E44 · 
E55 · 
E66 · 
E77 · 
E87 · 
E88 · 
E89 · 
E95 · 
E99 · 
E311 · 
E611